# حجرية البذر المخزنية
حشيشة اللؤلؤ، كاسر الحجر، حالوم أو حجرية البذر المخزنية أو شِنْجِبار مَخْزَني  أو حَبّ القُلْب أو فلت (الاسم العلمي: Lithospermum officinale)، هو نوع نبات من جنس حجرية البذر وفصيلة الحمحمية. تتعرض أوراقها لآفة يرقات عثة Ethmia pusiella.

## روابط خارجية
- USDA Plants Profile